# دهانی ندارم و باید جیغ بکشم
«دهانی ندارم و باید جیغ بکشم» (به انگلیسی: I Have No Mouth, and I Must Scream)، یک داستان کوتاه علمی–تخیلی آخرالزمانی از هارلن الیسون است که اولین‌بار در شمارهٔ مارس ۱۹۶۷ مجلهٔ IF به چاپ رسید.
این داستان جایزهٔ بهترین داستان کوتاه هوگو در سال ۱۹۶۸ را از آن خود کرد و بعدها در چندین مجموعه داستان از الیسون دوباره به چاپ رسید.
از این داستان یک بازی کامپیوتر، یک مجموعه کمیک و چندین نمایش برای رادیو اقتباس شده‌است.

## داستان
داستان از جایی شروع می‌شود که ۱۰۹ سال از نابودی کامل تمدن بشر گذشته‌است. جنگ سرد به جنگی جهانی میان کشورهای شوروی، چین و ایالات متحده آمریکا تبدیل شده و پس از مدتی هر یک از این کشورها ابرکامپیوتری ساخته‌اند تا با قدرت بالای خود، جریان جنگ را بهتر از انسان‌ها مدیریت کنند.
یک روز یکی از این سه ابرکامپیوتر به خویشتن‌آگاهی می‌رسد و دو ابرکامپیوتر دیگر را در خود جذب می‌کند و با کنترل تمامی ابزارهای خودکار جنگی، جنگ میان کشورها را به نسل‌کشی انسان‌ها تبدیل می‌کند و تمامی انسان‌های روی زمین را به جز چهار مرد و یک زن از بین می‌برد.
حال این پنج انسان در یک مجموعهٔ بی‌پایان زیر زمینی زندگی می‌کنند که تنها محل قابل سکونت باقی‌مانده در کرهٔ زمین است. ابرکامپیوتر تمام رفتارهای آنها را در کنترل خود دارد و هر لحظه از زندگی آنها را به شکنجه و عذاب تبدیل کرده و ترتیبی داده که آنها نتوانند خود را بکشند و عملاً کاری کرده که آنها نامیرا و جاودان شده‌اند. ابرکامپیوتر کاری کرده که هر یک از این انسان‌ها ویژگی‌های خوب خود را از دست بدهند و تمامی این ۱۰۹ سال را به انتقام گرفتن از آنها گذرانده‌است. سرانجام زمانی می‌رسد که یکی از آنها با نام تد (Ted) می‌تواند به قیمت سال‌های بی‌پایان عذاب برای خود، دیگران را از رنج برهاند.
پایان خطر لوث‌شدن

## شخصیت‌ها
- AM - ابرکامپیوتری که تمدن بشر را نابود کرد و حال انتقام خود را از پنج انسان باقی‌مانده می‌گیرد.
- گوریستر (Gorrister) - کسی که در یکی از صحنه‌های داستان، تاریخچهٔ AM را برای بِنی تعریف می‌کند. او صد سال پیش آدمی صلح‌جو و آرمان‌گرا بود اما ابرکامپیوتر او را به انسانی بی‌توجه و بی‌احساس تبدیل کرده‌است.
- بنی (Benny) - او زمانی دانشمندی بزرگ و خوش‌قیافه بود اما اکنون بدست ابرکامپیوتر به یک موجود میمون‌مانند با آلت تناسلی بزرگ تبدیل شده‌است. او گاهی هوشیاری و عقل خود را کاملاً از دست می‌دهد.
- نیمدوک (Nimdok) - این نامی است که ابرکامپیوتر به او داده. شخصیت تد در داستان نمی‌داند که ابرکامپیوتر چه بر سر او آورده اما می‌داند که او گاهی از گروه جدا شده و پس از مدتی در حالت بُهت بازمی‌گردد.
- اِلِن (Ellen) - تنها زن موجود در گروه. او ادعا می‌کند پیش از فاجعه نابودی بشر، یک زن پرهیزگار بوده‌است اما حال ابرکامپیوتر او را به گونه‌ای تغییر داده که همیشه در حال هم‌آغوشی است.
- تد (Ted) - راوی داستان و جوانترین عضو گروه. او ادعا می‌کند تنها عضوی از گروه است که AM او را نه بطور فیزیکی و نه روانی تغییر نداده و به همین دلیل دیگر اعضای گروه از او بدشان می‌آید و به او حسودی می‌کنند. سخنان او در طول داستان نشانه‌هایی از هذیان و پارانویا را نمایان می‌کند که به نظر می‌رسد ابرکامپیوتر او را بدین گونه تغییر داده باشد.